# Ex casa Razzini
L’ex Casa Razzini, già Bondenti, Guarini, Premoli, è una dimora di Crema.

## Storia
La prima informazione storica riguarda lo Stato d’anime del 1682 ove figura abitare in questo luogo il canonico conte Pietro Bondenti; risiedeva, tuttavia, della porzione d’angolo tra la Contrada di San Bernardino (via Cesare Battisti) e la Contrada delle Priggioni (Via Frecavalli) confinando a sera a monte con le proprietà Balsaretto e Malosso.
Il Bondenti moriva nel 1685, mentre nel 1717 vi abitava la famiglia di Marco Antonio Guarini, torchiai con mulino a due ruote sopra la roggia Fontana in Borgo San Pietro, attività che procurò una certa agiatezza tanto da abbandonare il mestiere impiegando i propri risparmi nella ricostruzione dell'edificio.
Il figlio Giacomo Antonio studiò diventando notaio ma, a causa delle origini umili della famiglia, non riuscendo ad essere ammesso nel Collegio dei Nodari dovette chiedere clemenza al doge per entrarvi.
I Guarini si nobilitarono nel 1780 grazie al matrimonio tra Giovan Battista (figlio di Giacomo Antonio) e Paola Frecavalli e grazie a questa unione Giovan Battista fu ammesso nel Gran Consiglio.

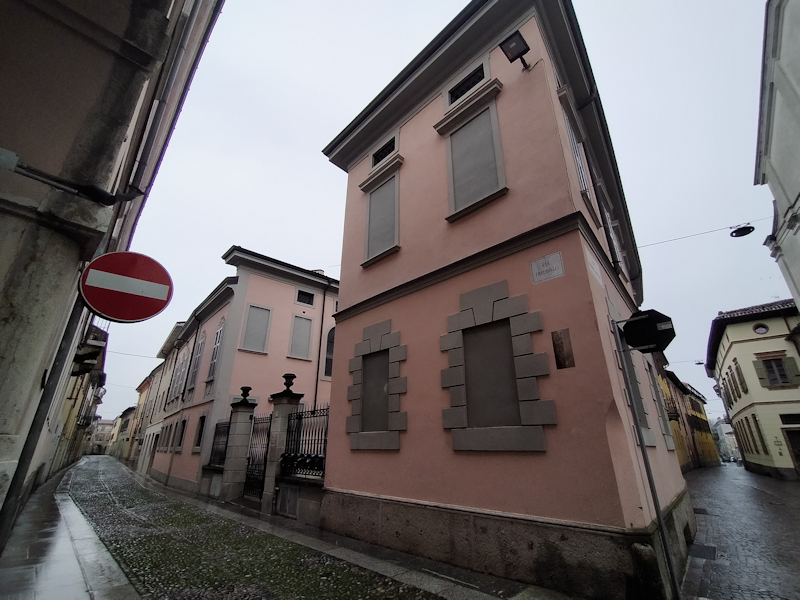
Veduta.

L'ultimo Guarini morì nel 1868 e l'edificio passò in eredità al conte Alessandro Premoli il quale, su progetto di un architetto sconosciuto, ricucì le proprietà da via Battisti a via Barbelli.
Un ulteriore intervento venne attuato nel 1959 quando la porzione all'angolo di via Barbelli fu portata alla stessa altezza del resto dell'edificio con forme novecentesche.

### Persone legate al palazzo
- Giovan Battista (o Giambattista) Guarini nel 1797 abbracciò il giacobinismo e fu uno dei membri, assieme ad altri 11 personalità, a comporre il popolo sovrano della Repubblica Cremasca[4] con il compito dell'organizzazione militare[7]. Con l'istituzione della Repubblica Cisalpina a lui toccò firmare il proclama della confisca dei beni di conventi e confraternite[4].
- Giacomo Guarini, figlio di Giovan Battista, fu podestà di Crema dal 1845 al 1857, il Benvenuti nella sua Storia di Crema lo descrive come uomo onesto ma di cuore pecorino[8] così da darsi malato durante la burrasca del 1848[9]; di fatto, adducendo motivi di salute, ma forse intuendo che il momento dell'allontanamento degli austriaci sarebbe presto giunto, lasciò la carica anzitempo e dal 1857 al 1859 nessuno volle sostituirlo[10].

### Caratteristiche

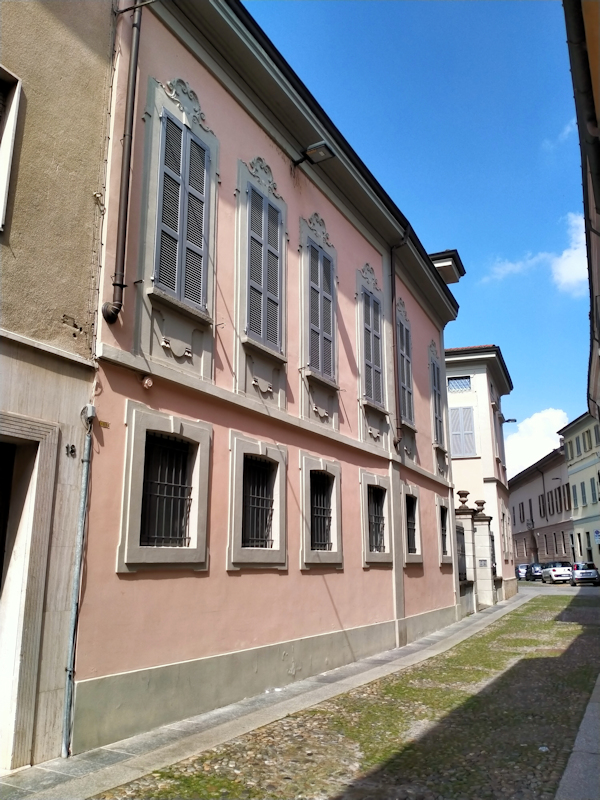
L'ala ovest lungo via Frecavalli.

L’aspetto attuale è dovuto principalmente al riassetto avviato nel 1868 dal conte Alessandro Premoli che riunì, in pratica, due corpi indipendenti aprendo una "quinta" sul fondo del cortiletto che si apre su via Frecavalli. 
La porzione all'angolo con via Barbelli, invece, venne rifatta nel 1959 elevandola anche in altezza, divenendo sostanzialmente in corpo indipendente senza alcuna correlazione estetica con la parte storica.
Le finestre del primo piano del corpo di levante sono esternamente incorniciate da fasce, quelle del piano superiore sono architravate. Semplici incorniciature caratterizzano quelle che si affacciano sul cortiletto chiuso da una cancellata in ferro battuto. Molto decorate, invece, le aperture del corpo di ponente.